# Kevin Zeitler
(en) Statistiques sur pro-football-reference
Kevin Zeitler, né le 8 mars 1990 à Waukesha au Wisconsin, est un sportif professionnel américain de football américain jouant au poste d'offensive guard dans la National Football League (NFL) depuis la saison 2012 et pour la franchise des Titans du Tennessee depuis la saison 2025.
Auparavant, au niveau  universitaire, il a joué de 2008 à 2011 au sein de la NCAA Division I FBS pour les Badgers de l'université du Wisconsin à Madison. Il fait sa meilleure en 2011 étant considéré comme un des meilleurs joueurs de la saison au terme de laquelle il est reconnu, par consensus, joueur All-America. 
Il est alors sélectionné au premier tour de la draft 2012 par la franchise des Bengals de Cincinnati. Il y joue entre quatre saisons (2012-2016) avant d'être acquis par les Browns de Cleveland en 2017. En 2019, il rejoint les Giants de New York puis les Ravens de Baltimore en 2021, les Lions de Détroit en 2023 et finalement les Titans du Tennessee en 2025.

## Palmarès

### NFL
- Sélectionné pour les Pro Bowl Games 2024[10] ;
- Sélectionné dans l'équipe des meilleurs rookies de la saison NFL 2012[11].

### NCAA
- Reconnu par consensus joueur All-American en 2011[3] ;
- Sélectionné dans la première équipe de la conférence Big Ten en 2011[2].